# Церковь Николая Чудотворца (Малышево)
Церковь Николая Чудотворца (Никольский храм) — храм Муромской епархии Русской православной церкви, расположенный в селе Малышево Селивановского района Владимирской области.
Здание находится по адресу: улица Советская, д. 71.

## Описание
Храм находится недалеко от магазина и виден с проходящей рядом автомобильной дороги.
Фундамент сделан из булыжника на известковом растворе, стены — из глиняного кирпича, побелены по штукатурке, крыша деревянная, покрытая кровельным железом. Двери и оконные проёмы деревянные, прямоугольной формы.

## История
В писцовых книгах 1628—1630 гг. есть запись, что село Малышево в 1627 году пожаловано царем Михаилом Федоровичем дьяку Ивану Грязеву за его Астраханскую службу; в селе есть две церкви, одна из которых во имя святого Николая Чудотворца. Обе сооружены вновь.
В 1844 году помещик Владимир Михайлович Есипов подал прошение о переносе села и строительстве новой каменной церкви вместо обветшавшей старой. По преданию, жители села вымерли от чумы и люди на старом месте больше не захотели селиться.
В 1847 году на новом месте на средства помещика Есипова выстроен каменный храм, освящённый во имя святителя Митрофана Воронежского. В 1870 году по просьбе прихожан он переименован в честь святого Николая Чудотворца.
С 1888 года в селе при церкви действовала церковно-приходская школа.
После установления советской власти церковь в селе была закрыта около 1926 года. Есть сведения, что прихожане тайно продолжали совершать православные обряды. В самом же здании храма в этот период располагались слесарные мастерские, затем — школьный интернат, а после переезда интерната в новое здание, старое стояло заброшенным.

## Современное состояние
В конце 90-х годов XX века жители села Малышево и представители Владимирской епархии решили восстановить храм. Восстановление храма ведётся медленно, на пожертвование жителей и средства епархий.
В июне 2009 года село посетил архиепископ Владимирский и Суздальский Евлогий, который впервые за 70 лет провёл в храме архиерейскую службу.